# 국부 은하군

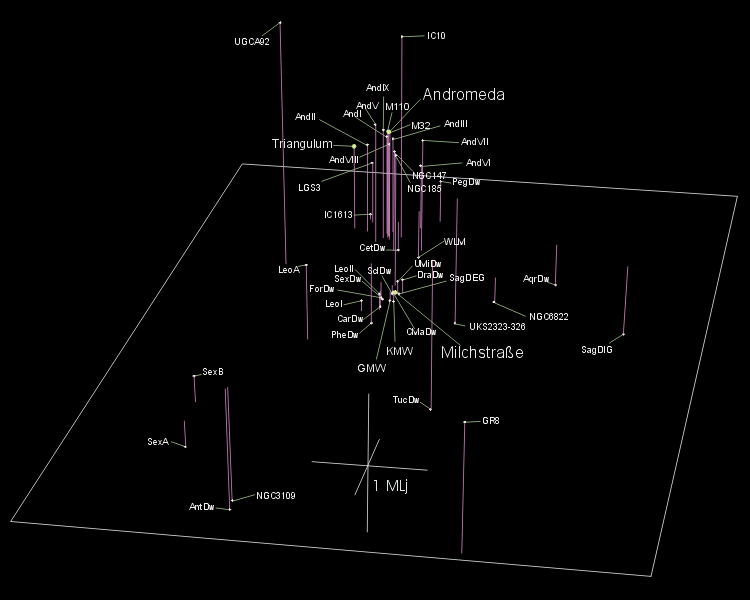
국부 은하군의 3차원 지도

국부 은하군(Local Group) 은 우리 은하가 포함된 은하군으로, 안드로메다 은하를 포함한 크고 작은 50여개 이상의 크고 작은 은하로 이루어져 있다. 지름 약 500만 광년으로, 우리 은하 뿐만 아니라 안드로메다 은하도 속해있다.

## 국부 은하군의 목록
| 나선 은하                                 | 나선 은하     | 나선 은하              | 나선 은하                                                               |
| 이름                                      | 형태          | 별자리                 | 비고                                                                    |
| ----------------------------------------- | ------------- | ---------------------- | ----------------------------------------------------------------------- |
| Millky way                                | SBbc          | 은하의 북극-머리털자리 | 국부 은하군에서 가장 무거운 은하이며 막대나선은하                       |
| 안드로메다 은하 (M31, NGC 224)            | SAb           | 안드로메다자리         | 국부 은하군에서 가장 큰 은하                                            |
| 삼각형자리 은하 (M33, NGC 598)            | SAc           | 삼각형자리             | 국부 은하군에서 세 번째로 큰 은하이자, 맨눈으로 볼 수 있는 가장 먼 천체 |
| 타원 은하                                 |               |                        |                                                                         |
| 이름                                      | 형태          | 별자리                 | 비고                                                                    |
| 메시에 110 (NGC 205)                      | E6p           | 안드로메다자리         | 안드로메다 은하의 위성은하                                              |
| 메시에 32 (NGC 221)                       | E2            | 안드로메다자리         | 안드로메다 은하의 위성은하                                              |
| 불규칙 은하                               |               |                        |                                                                         |
| 이름                                      | 형태          | 별자리                 | 비고                                                                    |
| 울프-룬드마크-멜로테 은하 (WLM, DDO 221)  | Ir+           | 고래자리               |                                                                         |
| IC 10                                     | KBm or Ir+    | 카시오페이아자리       |                                                                         |
| 소마젤란 은하 (SMC, NGC 292)              | SB(s)m pec    | 큰부리새자리           | 우리 은하의 위성은하                                                    |
| 큰개자리 왜소은하                         | Irr           | 큰개자리               | 우리 은하의 위성은하                                                    |
| 물고기자리 왜소 은하 (LGS3)               | Irr           | 물고기자리             | 삼각형자리 은하의 위성은하?                                             |
| IC 1613 (DDO 8)                           | IAB(s)m V     | 고래자리               |                                                                         |
| 봉황자리 왜소 은하                        | Irr           | 봉황자리               |                                                                         |
| 대마젤란 은하 (LMC)                       | Irr/SB(s)m    | 황새치자리             | 우리 은하의 위성은하                                                    |
| 사자자리 A (Leo III)                      | IBm V         | 사자자리               |                                                                         |
| 육분의자리 B (DDO 70)                     | Ir+IV-V       | 육분의자리             |                                                                         |
| NGC 3109                                  | Ir+IV-V       | 바다뱀자리             |                                                                         |
| 육분의자리 A (DDO 75)                     | Ir+V          | 육분의자리             |                                                                         |
| 왜소 타원 은하                            |               |                        |                                                                         |
| 이름                                      | 형태          | 별자리                 | 비고                                                                    |
| NGC 147 (DDO 3)                           | dE5 pec       | 카시오페이아자리       | 안드로메다 은하의 위성은하                                              |
| GR 8 (DDO 155)                            | Im V          |                        |                                                                         |
| 궁수자리 왜소불규칙은하                   | IB(s)m V      | 궁수자리               |                                                                         |
| NGC 6822 (Barnard's Galaxy)               | IB(s)m IV-V   | 궁수자리               | 버나드 은하라고도 불린다.                                               |
| 물병자리 왜소은하 (DDO 210)               | Im V          | 물병자리               |                                                                         |
| IC 5152                                   | IAB(s)m IV    | 인디언자리             |                                                                         |
| 페가수스자리 왜소 불규칙 은하             | Irr           | 페가수스자리           |                                                                         |
| 왜소 구형 은하                            |               |                        |                                                                         |
| 이름                                      | 형태          | 별자리                 | 비고                                                                    |
| 고래자리 왜소은하                         | dSph/E4       | 고래자리               |                                                                         |
| 안드로메다 III                            | dE2           | 안드로메다자리         | 안드로메다 은하의 위성은하                                              |
| NGC 185                                   | dE3 pec       | 카시오페이아자리       | 안드로메다 은하의 위성은하                                              |
| 안드로메다 I                              | dE3 pec?      | 안드로메다자리         | 안드로메다 은하의 위성은하                                              |
| 조각가자리 왜소은하 (ESO 351-G030)        | dE3           | 조각가자리             | 우리 은하의 위성은하                                                    |
| 안드로메다 V                              | dSph          | 안드로메다자리         | 안드로메다 은하의 위성은하                                              |
| 안드로메다 II                             | dE0           | 안드로메다자리         | 안드로메다 은하의 위성은하                                              |
| 화로자리 왜소은하 (E356-G04)              | dSph/E2       | 화로자리               | 우리 은하의 위성은하                                                    |
| 용골자리 왜소은하 (E206-G220)             | dE3           | 용골자리               | 우리 은하의 위성은하                                                    |
| 공기펌프자리 왜 은하                      | dE3           | 공기펌프자리           |                                                                         |
| 사자자리 I 왜소은하 (DDO 74)              | dE3           | 사자자리               | 우리 은하의 위성은하                                                    |
| 육분의자리 왜소은하                       | dE3           | 육분의자리             | 우리 은하의 위성은하                                                    |
| 사자자리 II 왜소은하 (Leo B)              | dE0 pec       | 사자자리               | 우리 은하의 위성은하                                                    |
| 작은곰자리 왜소은하                       | dE4           | 작은곰자리             | 우리 은하의 위성은하                                                    |
| 용자리 왜소은하 (DDO 208)                 | dE0 pec       | 용자리                 | 우리 은하의 위성은하                                                    |
| 궁수자리 왜소타원은하                     | dSph/E7       | 궁수자리               | 우리 은하의 위성은하                                                    |
| 큰부리새자리 왜소은하                     | dE5           | 큰부리새자리           |                                                                         |
| 카시오페아자리 왜소은하 (안드로메다 VII)  | dSph          | 카시오페이아자리       | 안드로메다 은하의 위성은하                                              |
| 페가수스자리 왜소타원은하 (안드로메다 VI) | dSph          | 페가수스자리           | 안드로메다 은하의 위성은하                                              |
| 큰곰자리 I 왜소은하, 큰곰자리 II 왜소은하 | dSph          | 큰곰자리               | 우리 은하의 위성은하                                                    |
| 분류 불확실                               |               |                        |                                                                         |
| 이름                                      | 형태          | 별자리                 | 비고                                                                    |
| 안드로메다 IV                             | Irr?          | 안드로메다자리         | 은하가 아닐 수 있음                                                     |
| UGC-A 86 (0355+66)                        | Irr, dE or S0 | 기린자리               |                                                                         |
| UGC-A 92 (EGB0427+63)                     | Irr or S0     | 기린자리               |                                                                         |
| 구성원 불확실                             |               |                        |                                                                         |
| 이름                                      | 형태          | 별자리                 | 비고                                                                    |
| NGC 404                                   | E0 or SA(s)0- | 안드로메다자리         |                                                                         |
| NGC 1569                                  | Irp+ III-IV   | 기린자리               |                                                                         |
| NGC 1560 (IC 2062)                        | Sd            | 기린자리               |                                                                         |
| 기린자리 A                                | Irr           | 기린자리               |                                                                         |
| 용골자리 불규칙 은하                      | Irr           | 용골자리               |                                                                         |
| 2318-42                                   | Irr           | 두루미자리             |                                                                         |
| UKS 2323-326                              | Irr           | 조각가자리             |                                                                         |
| UGC 9128 (DDO 187)                        | Irp+          | 목동자리               |                                                                         |
| 팔로마 12                                 |               | 염소자리               | 한때 왜소구형은하로 분류되었던 구상성단                                 |
| 팔로마 4                                  |               | 큰곰자리               | 한때 왜소구형은하로 분류되었던 구상성단                                 |
| 육분의자리 C                              |               |                        |                                                                         |

## 같이 보기
- 은하단
- IC 342/마페이 은하군
- 가까운 은하 목록

지구 → 태양계 → 국부 성간 구름 → 국부 거품 → 굴드 대 → 오리온자리 팔 → 우리은하 → 우리은하의 위성은하 → 국부은하군 → 국부 쉬트(Local Sheet) → 처녀자리 초은하단 → 라니아케아 초은하단 → KBC 보이드(Local Hole) → 관측 가능한 우주 → 우주 
각 화살표(→)는 "내부" 또는 "일부"로 읽을 수 있다.